# Pidonia maai
Pidonia maai är en skalbaggsart som beskrevs av J. Linsley Gressitt 1951. Pidonia maai ingår i släktet Pidonia och familjen långhorningar. Inga underarter finns listade i Catalogue of Life.